# Marie Naylor
Pour les articles homonymes, voir Naylor.
Marie Naylor  (1856-1940) est une artiste et suffragette britannique.

## Biographie

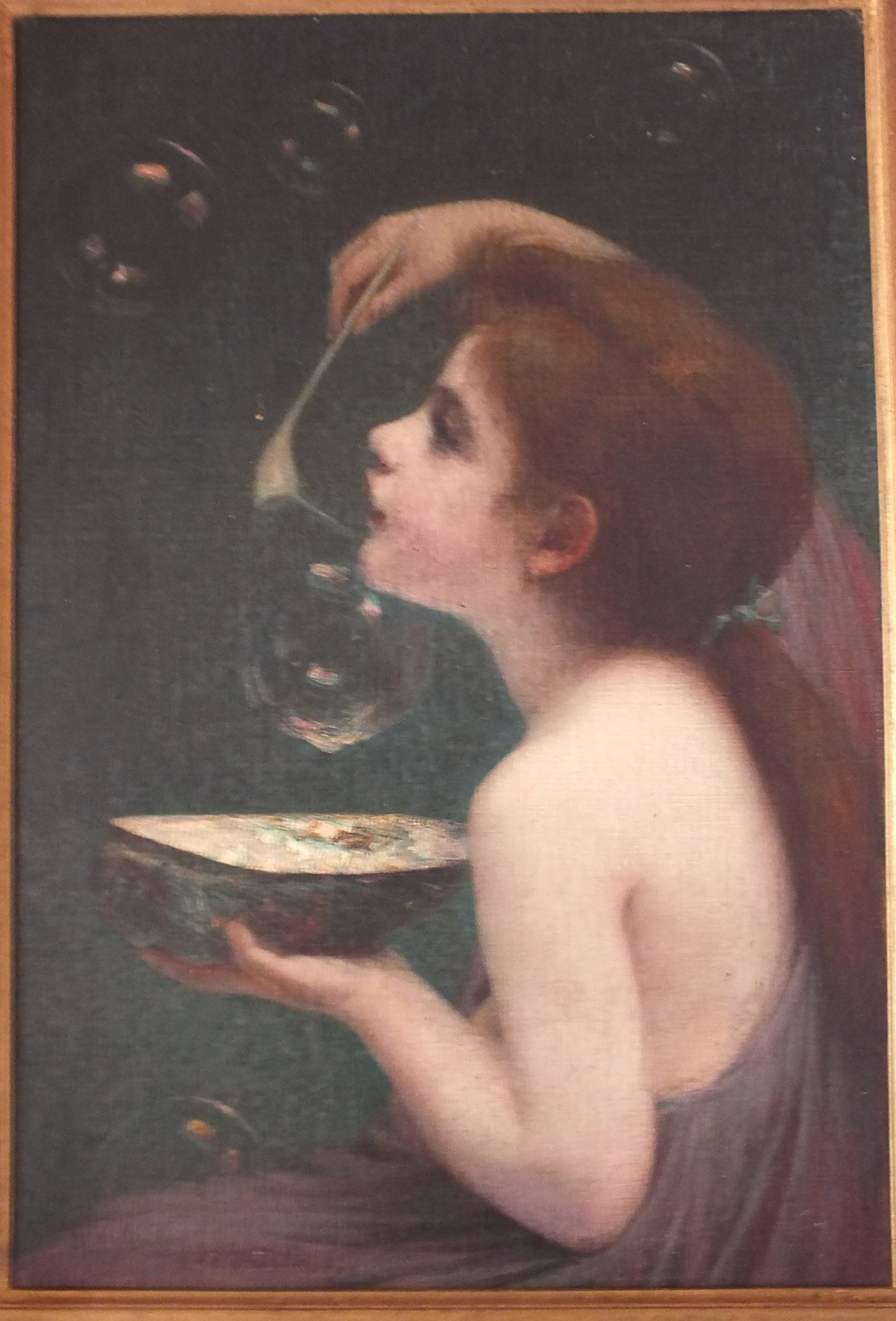
Bubbles, par Marie Naylor. Paint à Paris vers 1890 et exposé dans les galeries de Paris durant le séjour de Marie Naylor.

Marie Naylor est à Londres en 1856. Elle étudie l'art. En 1890, un autoportrait est accepté à la Royal Academy of Arts, il fait l'objet d'un article dans The Illustrated London News. Elle étudie à Paris et se produit dans plusieurs galeries, notamment dans Le Barc de Boutteville où elle bénéficie d'une exposition dédiée avant de revenir au Royaume-Uni pour pouvoir s'impliquer dans le suffragisme.
Elle adhère à la National Union of Women's Suffrage Societies, qui est une association non-militante, avant de rejoindre la Women's Social and Political Union en 1907. Emily Blathwayt dit d'elle qu'elle est une des meilleures porte-parole de la WSPU de Londres.
En février 1908, elle fait partie des suffragettes, avec notamment Vera Wentworth et les sœurs Georgiana et Marie Brackenbury, qui sont arrêtées lors du Pantechnicon Raid. Cette opération consistait à déposer un grand nombre de suffragettes dans un camion de déménagement (un Pantechnicon) pour qu'elles puissent prendre d'assaut la chambre des communes.

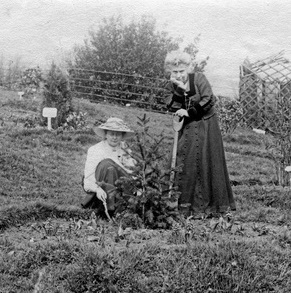
Marie Naylor plantant un Abies lasiocarpa avec Mary Blathwayt en 1910.

Entre 1909 et 1910, elle réside à Eagle House avec Linley et Emily Blathwayt. Elle obtient l'honneur d'avoir le droit de planter un arbre dans l'arboretum du jardin de Eagle House.
Lors du décès d'Emmeline Pankhurst le 14 juin 1928, Kitty fait partie des porteurs du cercueil, avec également Georgina Brackenbury, Marie Brackenbury, Marion Wallace Dunlop, Katherine Marshall, Mildred Mansel, Ada Wright et Barbara Wylie,.
Elle meurt dans un bombardement aérien à Richmond en 1940.